# Svedala (commune)
La commune de Svedala est une commune suédoise du comté de Skåne. 20 248 personnes y vivent. Son chef-lieu se situe à Svedala.

## Localités principales
- Bara
- Holmeja
- Klågerup
- Sjödiken
- Svedala

## Personnalités liées
- Herman Kristoffersson (1895-1968), cavalier suédois de voltige en cercle y est né.

## Jumelage
- Bergen en Rügen (Allemagne)